# Мульда (Коми)
Мульда — посёлок городского типа Республики Коми (Россия), входит в муниципальное образование городского округа «Воркута».

## История
Официальная дата основания 9 сентября 1954 года.
Действующее кладбище, на котором похоронены жители посёлков Мульда и Заполярный. До кладбища от посёлка Заполярного в тёплое время года ходит нерегулярно автобус, примерно 1-2 раза в неделю.

## Население
| 1959 | 1970  | 1979  | 1989  | 2002 | 2009 | 2010 |
| ---- | ----- | ----- | ----- | ---- | ---- | ---- |
| 3125 | ↘1736 | ↘1543 | ↘1224 | ↘183 | ↘85  | ↘0   |
| 2012 | 2013  | 2014  | 2015  | 2016 | 2021 | 2024 |
| →0   | →0    | →0    | →0    | →0   | ↗12  | ↘11  |

## Транспорт
Железнодорожные станции Мульда и Мульда-Промышленная.